# Поду-Крістіній
Поду-Крістіній (рум. Podu Cristinii) — село у повіті Димбовіца в Румунії. Входить до складу комуни Потлоджі.
Село розташоване на відстані 41 км на захід від Бухареста, 41 км на південь від Тирговіште, 145 км на схід від Крайови, 120 км на південь від Брашова.

## Населення
За даними перепису населення 2002 року у селі проживали 227 осіб. Усі жителі села рідною мовою назвали румунську.
Національний склад населення села:
| Національність | Кількість осіб | Відсоток |
| -------------- | -------------- | -------- |
| румуни         | 156            | 68,7%    |
| цигани         | 71             | 31,3%    |